# Långtjärnen (Njutångers socken, Hälsingland, 683881-156854)
Långtjärnen är en sjö i Hudiksvalls kommun i Hälsingland och ingår i Harmångersån-Delångersåns kustområde. Sjön har en area på 0,0726 kvadratkilometer och ligger 26 meter över havet. Utflöde är Sjöbyttebäcken.

## Delavrinningsområde
Långtjärnen ingår i det delavrinningsområde (683878-156897) som SMHI kallar för Rinner mot Gårdsfjärden. Medelhöjden är 21 meter över havet och ytan är 9,02 kvadratkilometer. Det finns inga avrinningsområden uppströms utan avrinningsområdet är högsta punkten. Avrinningsområdets utflöde mynnar i havet, utan att ha någon enskild mynningsplats. Avrinningsområdet består mestadels av skog (58 procent). Avrinningsområdet har 0,24 kvadratkilometer vattenytor vilket ger det en sjöprocent på 2,6 procent. Bebyggelsen i området täcker en yta av 2,48 kvadratkilometer eller 27 procent av avrinningsområdet.